# غيليس غيلبرت
غيليس غيلبرت (بالفرنسية: Gilles Gilbert)‏ (و. 1949  م) هو لاعب هوكي الجليد كندي، مركز لعبه هو حارس مرمى ‏.

## روابط خارجية
- غيليس غيلبرت على موقع دوري الهوكي الوطني (الإنجليزية)
- غيليس غيلبرت على موقع EliteProspects.com (الإنجليزية)
- غيليس غيلبرت على موقع HockeyDB.com (الإنجليزية)
- غيليس غيلبرت على موقع Hockey-Reference.com (الإنجليزية)